# 彼得拉希夫卡 (切爾諾夫策州)
48°5′53″N 26°6′32″E / 48.09806°N 26.10889°E

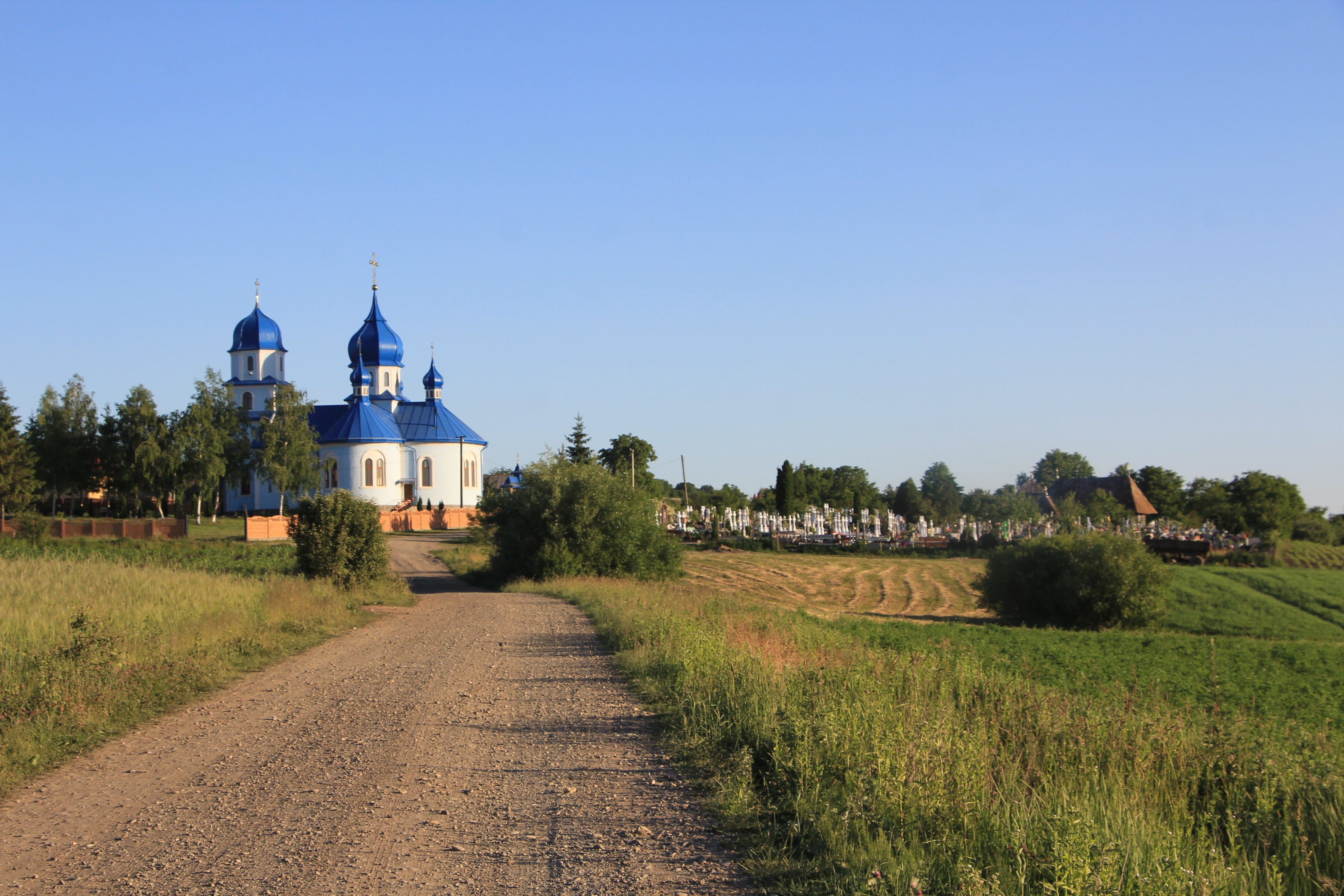
教堂

彼得拉希夫卡（烏克蘭語：Петрашівка）是位於烏克蘭西南部的村莊，由切爾諾夫策州切爾諾夫策區的赫爾察市鎮負責管轄。該村海拔高度346米，人口2,000，99%居民使用羅馬尼亞語。